# Diocesi di Diébougou
La diocesi di Diébougou (in latino Dioecesis Diebuguensis) è una sede della Chiesa cattolica in Burkina Faso suffraganea dell'arcidiocesi di Bobo-Dioulasso. Nel 2021 contava 196.215 battezzati su 466.340 abitanti. È retta dal vescovo Raphaël Dabiré Kusiélé.

## Territorio
La diocesi comprende le province di Bougouriba e Ioba in Burkina Faso.
Sede vescovile è la città di Diébougou, dove si trova la cattedrale dei Santi Pietro e Paolo.
Il territorio è suddiviso in 15 parrocchie.

## Storia
La diocesi è stata eretta il 18 ottobre 1968 con la bolla Evangelicae voces di papa Paolo VI, ricavandone il territorio dalla diocesi di Bobo-Dioulasso (oggi arcidiocesi). Originariamente era suffraganea dell'arcidiocesi di Ouagadougou.
Il 5 dicembre 2000 è entrata a far parte della provincia ecclesiastica dell'arcidiocesi di Bobo-Dioulasso.
Il 30 novembre 2011 ha ceduto una porzione del suo territorio a vantaggio dell'erezione della diocesi di Gaoua.

## Cronotassi dei vescovi
Si omettono i periodi di sede vacante non superiori ai 2 anni o non storicamente accertati.
- Jean-Baptiste Somé (18 ottobre 1968 - 3 aprile 2006 ritirato)
- Raphaël Dabiré Kusiélé, dal 3 aprile 2006

## Statistiche
La diocesi nel 2021 su una popolazione di 466.340 persone contava 196.215 battezzati, corrispondenti al 42,1% del totale.
| anno | popolazione | popolazione | popolazione | presbiteri | presbiteri | presbiteri | presbiteri                | diaconi | religiosi | religiosi | parrocchie |
| anno | battezzati  | totale      | %           | numero     | secolari   | regolari   | battezzati per presbitero | diaconi | uomini    | donne     | parrocchie |
| ---- | ----------- | ----------- | ----------- | ---------- | ---------- | ---------- | ------------------------- | ------- | --------- | --------- | ---------- |
| 1970 | 39.077      | 380.200     | 10,3        | 35         | 14         | 21         | 1.116                     |         | 24        | 14        | 9          |
| 1980 | 59.993      | 413.642     | 14,5        | 33         | 22         | 11         | 1.817                     |         | 20        | 41        | 9          |
| 1990 | 76.720      | 531.419     | 14,4        | 34         | 34         |            | 2.256                     |         | 5         | 49        | 9          |
| 1999 | 96.717      | 690.311     | 14,0        | 61         | 60         | 1          | 1.585                     |         | 4         | 62        | 14         |
| 2000 | 97.666      | 694.741     | 14,1        | 75         | 75         |            | 1.302                     |         | 4         | 67        | 15         |
| 2001 | 100.892     | 731.761     | 13,8        | 81         | 81         |            | 1.245                     |         | 5         | 65        | 17         |
| 2002 | 103.747     | 750.107     | 13,8        | 82         | 82         |            | 1.265                     |         | 10        | 68        | 17         |
| 2003 | 105.653     | 750.107     | 14,1        | 86         | 86         |            | 1.228                     |         | 8         | 71        | 18         |
| 2004 | 109.834     | 752.412     | 14,6        | 99         | 98         | 1          | 1.109                     |         | 9         | 73        | 18         |
| 2006 | 118.677     | 755.709     | 15,7        | 104        | 103        | 1          | 1.141                     |         | 8         | 89        | 20         |
| 2011 | 116.082     | 263.214     | 44,0        | 129        | 119        | 10         | 900                       |         | ?         | 52        | 7          |
| 2013 | 118.929     | 265.740     | 44,8        | 78         | 76         | 2          | 1.524                     |         | 7         | 52        | 15         |
| 2016 | 155.770     | 384.555     | 40,5        | 86         | 81         | 5          | 1.811                     |         | 9         | 67        | 14         |
| 2019 | 184.790     | 439.180     | 42,1        | 92         | 86         | 6          | 2.008                     |         | 11        | 61        | 15         |
| 2021 | 196.215     | 466.340     | 42,1        | 96         | 90         | 6          | 2.043                     |         | 11        | 61        | 15         |